# Myceense militaire architectuur
De Myceense militaire architectuur is een van de kenmerkendste onderdelen van de Myceense architectuur. 
Omdat de Myceners een volk waren dat zich vast op een plek vestigden, moesten zij een nederzetting bouwen en aangezien ze in een roerige tijd leefden moesten ze zich beschermen. Dit deden ze door burchten te bouwen en hun steden te ommuren. Beroemde voorbeelden van Myceense burchten zijn die van Mycene en die van Tiryns.

## Myceense burchtenbouw
Er waren een aantal reden om een nederzetting te voorzien van militaire architectuur. Ten eerste moest er genoeg geld zijn om een nederzetting te ommuren. Daarom konden alleen de rijke steden zich voorzien van vestingwerken. Vooral steden die economisch en politiek van groot belang waren werden ommuurd. Daarnaast moest deze vorm van bescherming ook wel echt nodig zijn, de stad moest in een gevaarlijk gebied staan. Een belangrijke stad als Pylos zou ommuurd kunnen zijn geweest als zij niet zo erg afgelegen lag. Ook konden kleine nederzettingen ervoor kiezen om niet hun hele stadsgebied te ommuren, maar om alleen een versterkt paleis of een kleine burcht te bouwen. 
De volgende belangrijke Myceense steden zijn ooit voorzien geweest van een ommuring: Mycene, Tiryns, Athene en Gla. Thebe was alleen voorzien van een versterkte burcht.
De Myceense militaire architectuur bereikte het hoogtepunt in de 13e eeuw v.Chr. In die eeuw werden verscheidene steden voorzien van metersdikke, hoge, steile muren, zogenaamde cyclopische stenen muren met een polygonaal verband. Een muur met een polygonaal verband houdt in dat (kalkstenen) stenen en rotsblokken ongeordend op elkaar liggen, zonder verband dus eigenlijk. Dit was een totaal nieuwe techniek om muren te bouwen. Ze pasten deze techniek toe omdat deze het meest economisch was en ook de meeste stevigheid bood. Aan de rotsblokken werd wel eerst een wat vierkante vorm gegeven zodat ze beter op elkaar zouden blijven liggen. Het hakwerk dat daarbij aan te pas kwam werd verricht met stenen houwhamers. De ruimtes tussen de rotsblokken werden opgevuld met kleine stenen en klei. Het binnenste van de muren was niet van steen, alleen de buitenste lagen van de Myceense muren waren van steen, de kern was van puin en aarde.
Dit soort muren werden door de Grieken cyclopische muren genoemd omdat de stenen die werden gebruikt zulke enorme afmetingen hadden en dat alleen de Cyclopen zulke muren konden hebben gebouwd.

## De vestingwerken van Mycene

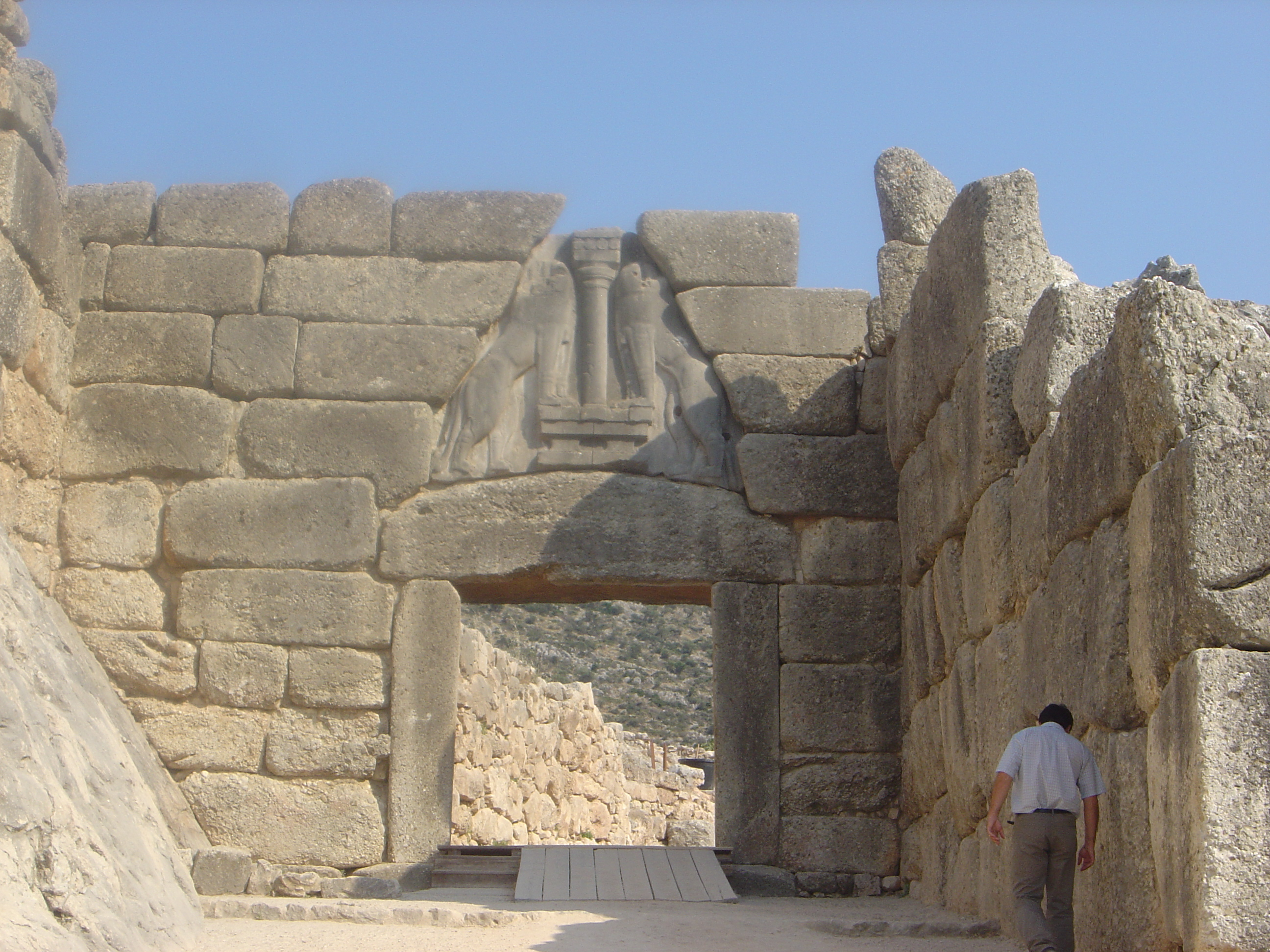
De Leeuwenpoort in Mycene

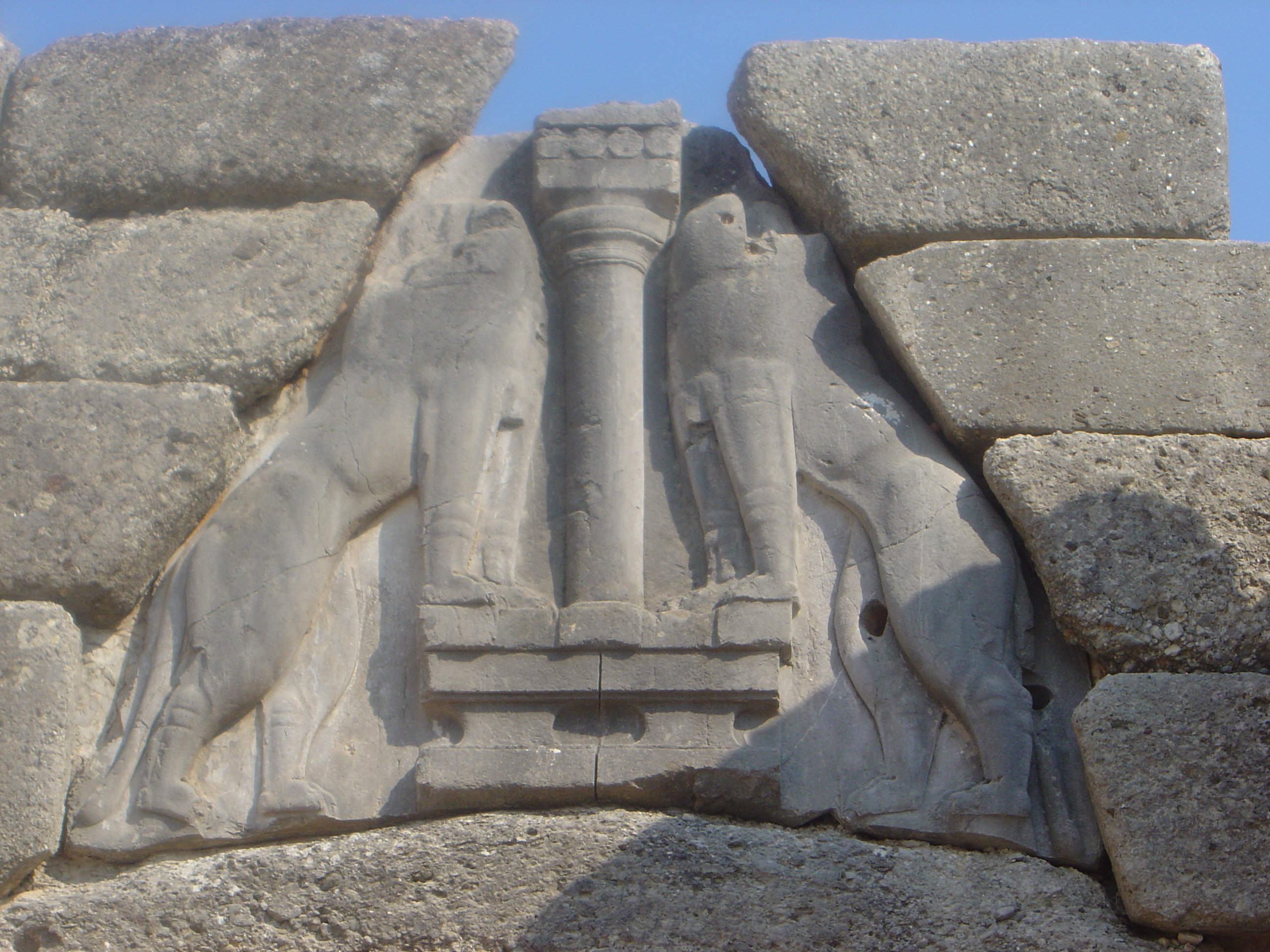
De Leeuwenpoort (detail)

Het verdedigingssysteem van Mycene heeft twee situaties gekend. De eerste situatie is de situatie toen de stad zich in de eerste ontwikkelingsfase bevond. In deze situatie die dateert uit de 14e eeuw v.Chr. had Mycene een verdediging van palissadewallen. Deze wallen bestonden uit ‘muren’ van houten palen.
In de daarop volgende eeuw, toen de stad werd uitgebreid, werd Mycene voorzien van een ommuring, om de grafcirkel die naast de stad lag, grafcirkel A, binnen de muren te betrekken. De uitbreiding was ook van belang, omdat de dreiging van invallen door de Doriërs toenam. Deze muren werden gebouwd met grote rotsblokken die ze in een polygonaal verband op elkaar legden. De muur rond de stad omringt een oppervlakte van 30.000 vierkante meter met de afmetingen 200 bij 300 meter.
De muren waren soms wel 15 meter hoog en hadden een gemiddelde dikte van 5,7 meter. Op sommige plekken waren de muren negen meter dik. Sommige plekken in de dikke muren bevatten holle ruimtes of galerijen.
Omdat Mycene op een steile heuvel was gebouwd was de stad vrij moeilijk aan te vallen. De vijand moest dan ook de minst steile helling naar de stad nemen. Deze aan de noordwest kant van de stad gelegen helling was de toegangweg die naar de stad leidde. Aan het einde van deze toegangsweg zat in de muur een toegangspoort, de Leeuwenpoort. Op een uitloper van de ommuring lag links naast de weg ook een bastion, een soort lage toren met ongeveer dezelfde hoogte als de stadsmuur. 
De burcht had nog een ander poort, de noordoostelijke zijpoort. Ook werd er later om de kwetsbare oostkant van Mycene, waar onder andere de belangrijke watervoorziening van de stad lag, beter te beschermen, een stuk aan de burcht bijgebouwd. Deze aanbouw kreeg een eigen smalle doorgang.

### De Leeuwenpoort
De reusachtige hoofdpoort van Mycene, de Leeuwenpoort, is een van de kenmerkendste en beroemdste bouwwerken die zijn gebouwd tijdens de Myceense periode.
De Leeuwenpoort, die rond 1250 v.Chr. is gebouwd, is in tegenstelling tot de muren van Mycene niet opgebouwd uit een polygonale stenenchaos. De poort heeft een regelmatig muurverband. Rond de toegang van ongeveer 3 bij 3 meter zijn drie grote blokken steen. Twee rechtopstaande stenen vormen de stijlen van de poort, daarbovenop ligt het derde blok met een gewicht van 20 ton, dit blok steen vorm de lateibalk boven de deur. Boven deze balk bevindt zich een ontlastingsboog die wordt gevormd door twee keer vier rotsblokken die netjes geordend staan. In de driehoekige ruimte die ontstaat is een prachtig kunstwerk geplaatst, dat uit één rotsblok is gehakt. Er zijn twee leeuwen te zien die goed zijn weergegeven. Ze staan beiden aan weerszijden van een zuil. Deze centrale zuil rust op een basis van drie niveaus, deze drie niveaus beelden waarschijnlijk de stad Mycene zelf uit.
De leeuwen van de poort hebben misschien Griffioenen uit moeten beelden en stonden waarschijnlijk voor de kracht van de heersende familie. De koppen van de dieren zijn helaas afgehakt (door veroveraars van de stad).
De dubbele deur van de Leeuwenpoort was van hout en was waarschijnlijk bekleed geweest met brons als bepantsering.

## De vestingwerken van Tiryns

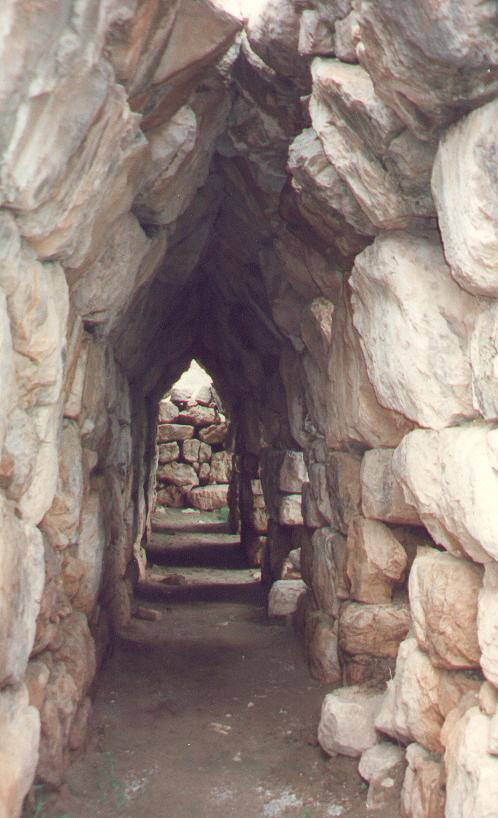
De kazematten van de burcht van Tiryns

Het tweede beroemde staaltje van Myceense militaire architectuur is de burcht van Tiryns. 
De citadel van Tiryns heeft net als Mycene één hoofdpoort. Naar deze poort leidt ook net als in Mycene een toegangshelling.
De muren van Tiryns die zo’n 6 à 7 meter dik zijn, zijn op dezelfde manier opgebouwd als de muren van Mycene. Ze zijn opgebouwd uit een op polygonale wijze geordende verzameling rotsblokken. Aan de zuidkant van de burcht, waar het paleis staat, bereikten de muren een hoogte van wel 16 meter. De ommuring van Tiryns omsluit een gebied met een oppervlakte van 23.000 vierkant meter.
De muren van de bastions van de stad zijn voorzien van schietgaten. 
De kazematten (bunkers) van de vesting en de gangen die door sommige delen van de muren lopen behoren tot de imposantste uit de Myceense geschiedenis.  Aan de kant van het paleis zijn in de muur opslagkamers gebouwd (dit is uniek binnen de Myceense bouwkunst), daar bereikt de muur dan ook een dikte van 17 meter!
De kracht van de citadel van Tiryns is tot uiting gekomen in de kracht van de stad. De stad heeft onder andere dankzij zijn sterke muren een millennium lang stand weten te houden.